# Медитация осознанности
Медитация осознанности — психологический процесс привлечения внимания к переживаниям, происходящим в настоящий момент, которые можно развивать через практику медитации и через другую тренировку. Техники осознавания в медитативных практиках существовали в течение многих столетий как часть буддистской и других восточных духовных традиций. С 1970—1980 годов как «очищенная» от привязки к конкретной религии практика психологической внимательности (англ. mindfulness), светской медитации (англ. secular meditation) и медитации осознанности (англ. mindfulness meditation) стала предметом научного изучения в западной клинической психологии и психотерапии.

## Медитация осознанности в восточных традициях
В восточных духовных традициях чаще всего речь идёт об осознанности как об особом состоянии, достижение которого возможно путём медитации.
Буддизм
Внимательность как современная, западная практика основана на дзен и современной випассане и включает в себя подготовку «сати» (буддистское понятие, которое означает не только «осознавание текущих событий момент в момент», но и «осознание пережитого»).
Ранний буддизм
Осознанность («сати») — одно из Семи Условий Просветления. Как «Правильное памятование» (пали: «самма-сати»; санскрит: «самьяк-смрити») оно является седьмым элементом Благородного восьмеричного пути. Сати/смрити — это противоядие от заблуждения и рассматривается как «сила» (пали: «бала»), которая способствует достижению нирваны. Эта способность становится силой, в частности, когда она сочетается с ясным пониманием того, что происходит. Нирвана — это состояние, в котором жажда, ненависть и заблуждение (пали: «моха») были преодолены и оставлены, и отсутствуют в уме практиканта.
Как утверждает Пол Уильямс, ссылаясь на Эриха Фраувальнера, осознанность обеспечила в раннем буддизме путь к освобождению: «постоянно наблюдая сенсорный опыт, (практикант) предотвращает возникновение тяги, которая может привести в новые рождения». Согласно Веттеру, дхьяна, возможно, была первоначальной основной практикой Будды, которая помогала сохранить внимательность.
Согласно Т. У. Рису Дэвидсу, учение о внимательности «возможно, самое важное» после Четырёх благородных истин и Благородного восьмеричного пути. Рис Дэвидс рассматривал учение Будды Гаутамы как рациональную технику самоактуализации и отвергал несколько её частей, главным образом доктрину перерождения, как остаточные суеверия.

## История признания на Западе
К популяризаторам медитации осознанности в современном западном контексте относятся Г. И. Гурджиев (1866—1949), Тхить Нят Хань (1926—2022), Герберт Бенсон (род. 1935), Джон Кабат-Зинн (род. 1944) и Ричард Дж. Дэвидсон (род. 1951).
С 1970-х годов клиническая психология и психиатрия разработали для данной практики ряд терапевтических приложений, основанных на внимательности, в помощь людям, испытывающим различные психологические сложности. Практика психологической внимательности применяется для уменьшения симптомов депрессии, стресса, тревоги, а также при лечении наркомании. В школах, тюрьмах, больницах, центрах ветеранов и в других социальных средах были приняты программы, основанные на моделях Кабат-Зинна и подобных им, а также программы осознанности для дополнительных целей, таких как здоровое старение, управление весом, спортивные достижения, помощь детям с особыми потребностями, и как способ благотворного воздействия в перинатальный период.
С 1980-х годов феномен осознавания стал предметом научного изучения в клинической психологии и психотерапии, что к XXI веку оформилось в самостоятельное направление.
Клинические исследования выявили пользу осознанности с точки зрения как физического, так и психического здоровья — как у разных категорий пациентов, так и у здоровых взрослых и детей. Исследования постоянно демонстрируют положительную взаимосвязь между осознаванием психологических проявлений и психологическим здоровьем. Практика осознанности, по-видимому, оказывает благотворное терапевтическое воздействие на людей с психическими расстройствами, в том числе тем, у кого наличествует психоз. Исследования также показывают, что вязкие психологические состояния и беспокойство способствуют возникновению множества психических расстройств и что вмешательства, основанные на осознанности, значительно уменьшают как мании, так и беспокойство. Кроме того, практика внимательности может быть превентивной стратегией, направленной на прекращение развития проблем c психическим здоровьем.
Также была выявлена необходимость проведения более качественных исследований в этой области, таких как проведение более рандомизированных контролируемых исследований, для получения более подробных методологических данных в публикуемых исследованиях, а также использование более крупных размеров выборки.

## Практические упражнения
Практика осознавания включает в себя процесс развития навыков привлечения внимания к тому, что происходит в настоящий момент. Существует несколько упражнений, предназначенных для совершенствования в медитации осознанности. Один из методов заключается в том, чтобы сидеть на стуле с прямой спинкой или сидеть со скрещёнными ногами на полу или подушке, закрывать глаза и сосредотачивать внимание на ощущении собственного дыхания в области ноздри или движений своего живота при вдохе и выдохе. В этой медитативной практике никто не пытается контролировать своё дыхание, а пытается просто осознать свой естественный процесс/ритм дыхания. Когда адепты участвуют в этой практике, их ум часто убегает к другим мыслям и ассоциациям, и если это происходит, они пассивно отмечают, что ум блуждал, и возвращаются к сосредоточению на дыхании.
Другие медитативные упражнения для развития осознанности включают такой вид медитации, как сканирование тела, где внимание практиканта направлено на различные области тела и отслеживает ощущения тела, которые имеются в настоящий момент. Вовлечение в практику йоги, наблюдение за движениями и ощущениями тела, а также ходячая медитация — это другие методы развития осознанности. Можно также сосредоточиться на звуках, ощущениях, мыслях, чувствах и действиях, которые происходят в настоящем. В этой связи известно упражнение, введённое Кабат-Зинном в его программе «Снятие стресса на основе осознанности», — это сознательная дегустация изюма, в котором изюм пробуют и едят с полным осознаванием.
Медитаторам рекомендуется начинать с коротких периодов (10 минут или около того) практики медитации в день. Если практика происходит регулярно, практиканту становится легче сосредоточить внимание на дыхании.
Хотя практика осознанности проистекает из буддийских методов медитации, в буддийском контексте соблюдение моральных заповедей является важным подготовительным этапом. Випассана также включает в себя созерцание и размышление о таких явлениях, как дукха, анатта и аникка, а также размышления о причинности и других буддийских учениях.

## Приложения

### Когнитивная терапия, основанная на внимательности
Когнитивная терапия, основанная на внимательности (MBCT), — это психологическая терапия, предназначенная для предотвращения рецидива депрессии, особенно у людей с большим депрессивным расстройством (БДР). Она использует традиционные методы когнитивно-поведенческой терапии (КПТ) и добавляет новые психологические стратегии, такие как осознанность и медитация осознанности. Когнитивные методы могут включать в себя разъяснение участникам депрессии. Осознанность и медитация внимательности сосредотачиваются на том, чтобы осознавать все приходящие мысли и чувства и принимать их, но не привязывать их или реагировать на них.